# Pin bosniac
Pinul bosniac (Pinus heldreichii) este o specie de pin originară din zonele muntoase din Balcani și sudul Italiei.

## Descriere
Este un arbore sempervirescent care crește până la 25–35 de metri înălțime și 2 m în diametrul trunchiului.
Acele care compun frunzișul se găsesc în mănunchiuri de câte două, cu o teacă persistentă. Au 4,5–10 centimetri lungime și 1,5–2 milimetri lărgime. Conurile au o lungime de 5–9 cm, cu solzi subțiri și fragili, iar culoarea lor merge de la albastru închis înainte de maturare și devine maro când sunt coapte la aproximativ 16-18 luni după polenizare. Semințele au o lungime de 6–7 mm și o aripă de 2–2,5 cm.

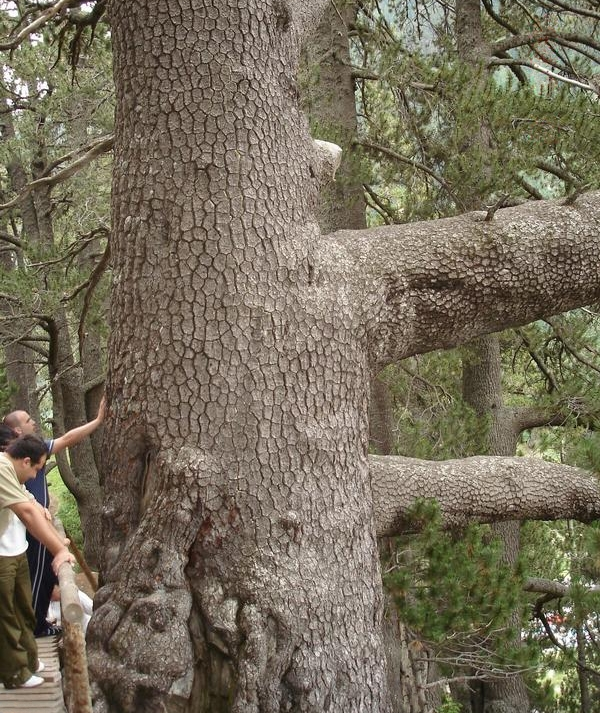
trunchiu
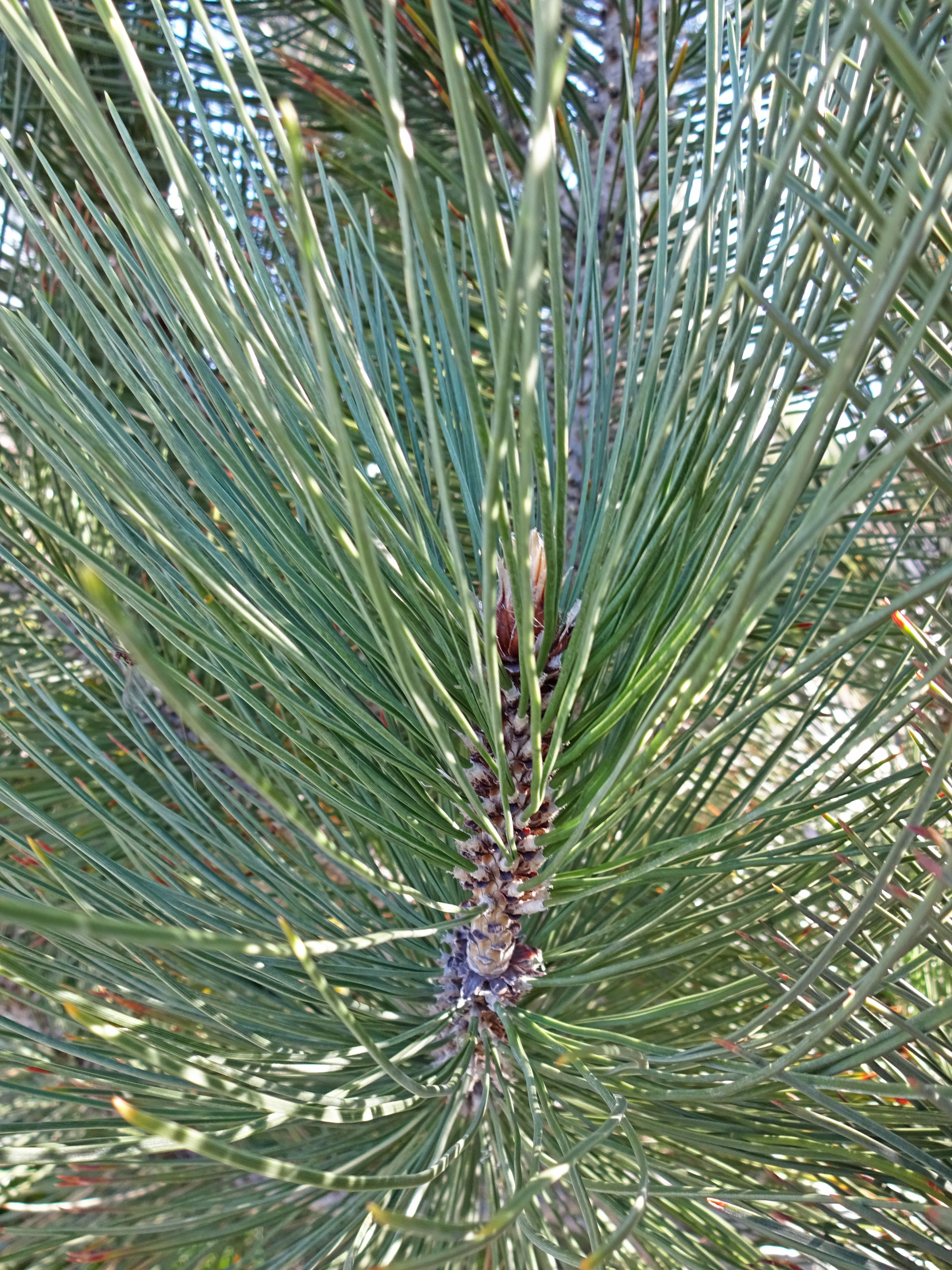
frunze
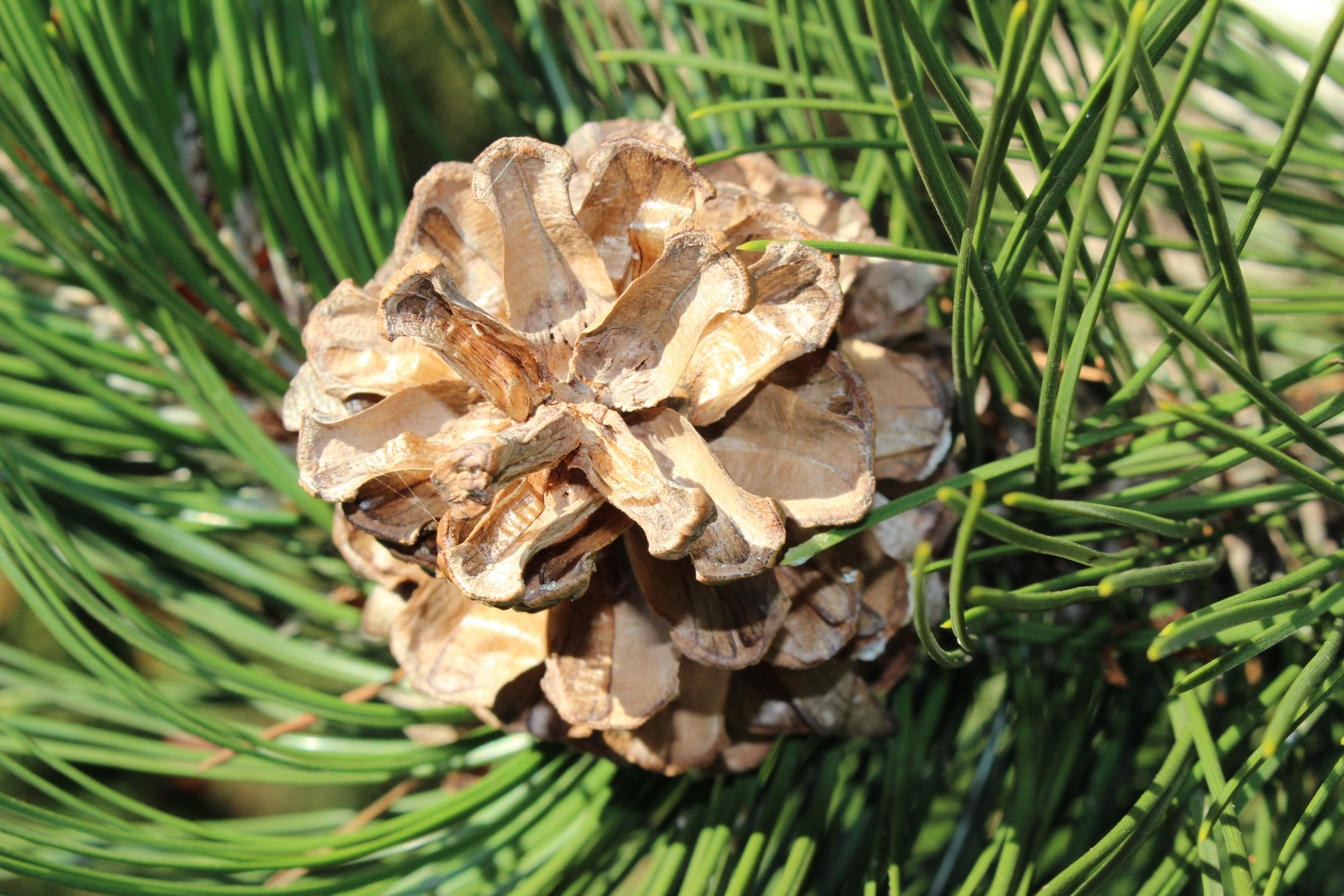
conuri

### Longevitate
Un astfel de pin datat la 1.075 de ani fost găsit în nordul Greciei în 2016.
Ceea ce se crede a fi cel mai vechi arbore viu cunoscut în Europa a fost descoperit într-o zonă muntoasă îndepărtată din Parcul Național Pollino din sudul Italiei. Este un pinus heldreichii care are o vârstă estimată de 1.230 de ani. O mare parte din miezul său s-a transformat în praf, dar există suficientă creștere nouă pentru a confirma că este încă în viață.
Un exemplar notabil din Munții Pirin din Bulgaria, cunoscut sub numele de pinul lui Baikushev, are 24 m (79 ft) înălțime, 2,2 m (7 ft 3 in) în diametru și se estimează că are peste 1.300 de ani.

## Distribuție
Poate fi găsit în munții din Bosnia și Herțegovina, Muntenegru, Croația, sud-vestul Bulgariei, Albania, Macedonia de Nord, regiunea Kosovo, nordul Greciei (Valia Kalda, Smolikas și Vasilitsa, Muntele Olimp), și local în sudul Italiei, unde este simbolul Parcului Național Pollino.

## Cultivare și folosire
Pinul bosniac este un arbore ornamental popular în parcuri și grădini mari, oferind o creștere constantă, deși nu rapidă, pe o gamă largă de locuri și cu o coroană conică foarte candidă. Este remarcat și pentru conurile sale folosite adesea pentru scopuri decorative.
P. heldreichii este capabil să se adapteze la condiții extreme de mediu și este, de asemenea, un bun colonizator. Este rezistent la dioxid de sulf, fluorură de hidrogen, dioxid de azot și poluare cu ozon și este capabil să reziste bine la vânt, gheață și zăpadă abundentă. Aceste abilități îl fac potrivit pentru reîmpădurirea zonelor uscate și de mare altitudine. În sudul Italiei este plantat deoarece este mai puțin susceptibil la dăunători decât alte specii de pin.